# Aeroportul Kompiam
Aeroportul Kompiam (IATA: KPM) este un aeroport din Enga Province⁠(d), Highlands Region⁠(d), Papua Noua Guinee.
aeroportul dispune de o singură pistă.